# اسکرابل (ویرجینیای غربی)
اسکرابل (به انگلیسی: Scrabble) یک منطقهٔ مسکونی در ایالات متحده آمریکا است که در شهرستان برکلی، ویرجینیای غربی واقع شده‌است.